# Jonas Fröding
Johannes (Jonas) Vilhelm  Fröding, född 7 juli 1905 i Visnum, död 30 oktober 1959 i Malmö, var en svensk skulptör. 
Jonas Fröding utbildade sig på Konstakademien i Stockholm för Carl Milles, samt i Paris och Tyskland.
Jonas Fröding var sysslingbarn till Gustaf Fröding.

## Offentliga verk i urval
- Flora, brons, 1936, Floras hage, Kungsgatan vid Malmö Latinskol, Malmö,
- byst av S.A. Andrée, brons, 1937 Brahegatan i Gränna
- byst av Victoria Benedictsson, brons, 1938 Ernst Ahlgrensparken i Hörby
- staty över Petter Jönsson i Träslända, 1941, Hembygdsparken i Nässjö
- De fyra årstiderna, brons, 1947, Ruds kyrkogård, Karlstad
- Möllesäcken, brons, 1949, utanför biblioteket i Klippan
- byst av Erik Dahlbergh, 1952, Brahegatan i Gränna
- All vår början, brons, 1952, entrén till Geijersskolan i Limhamn
- Lekande barn, brons, 1954, Bantorget i Lund
- Mikaelibrunnen, granit, 1953, Gamla Torg i Trelleborg
- Skulptur med två barn som motiv, brons, 1953, vid den norra infarten till skolgården, Gustaf Adolfsskolan i Sundsvall
- Debutanterna, bron, 1954, Gustaf Adolfskolan i Landskrona
- byst över Johan Kock, granit, 1955, Sankta Gertruds väg, Trelleborg
- Flykt, brons, 1960, vid stora ingången till Mariebergsskogen, Karlstad
- Flicka med krus, brons, Carl Gustavs väg 1, Malmö

## Galleri

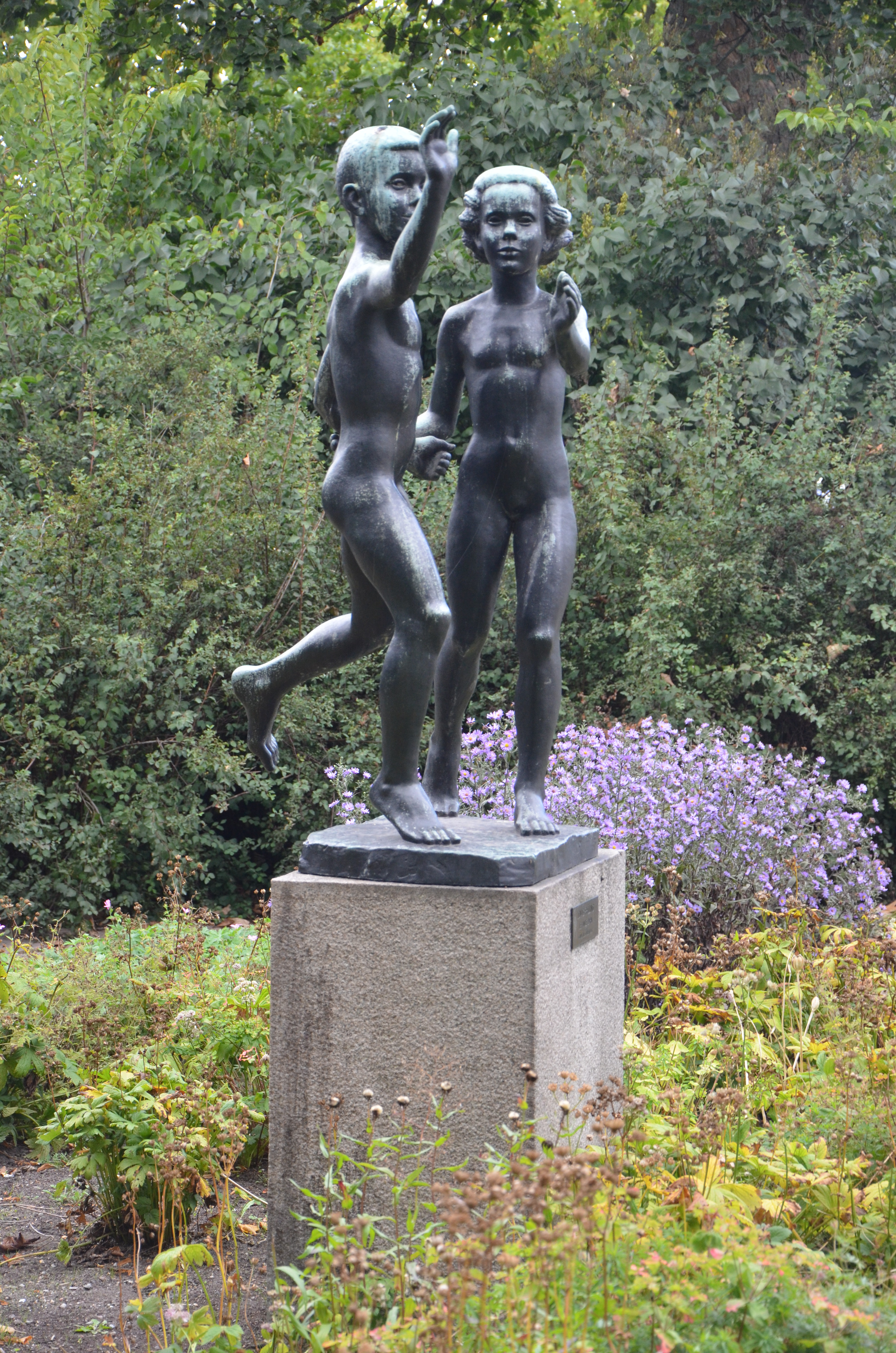
Lekande barn i Lund
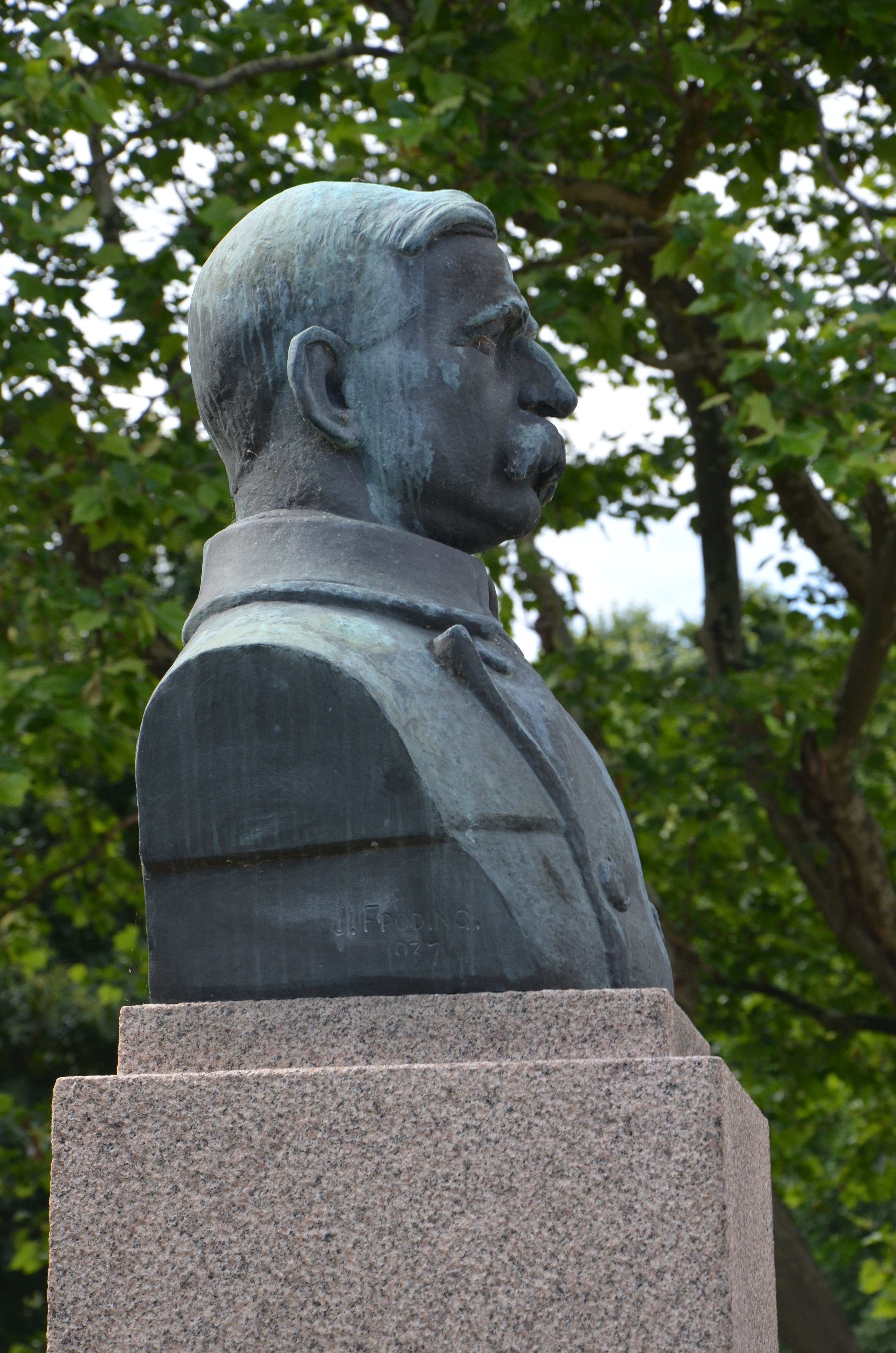
Byst över S.A. Andrée i Gränna
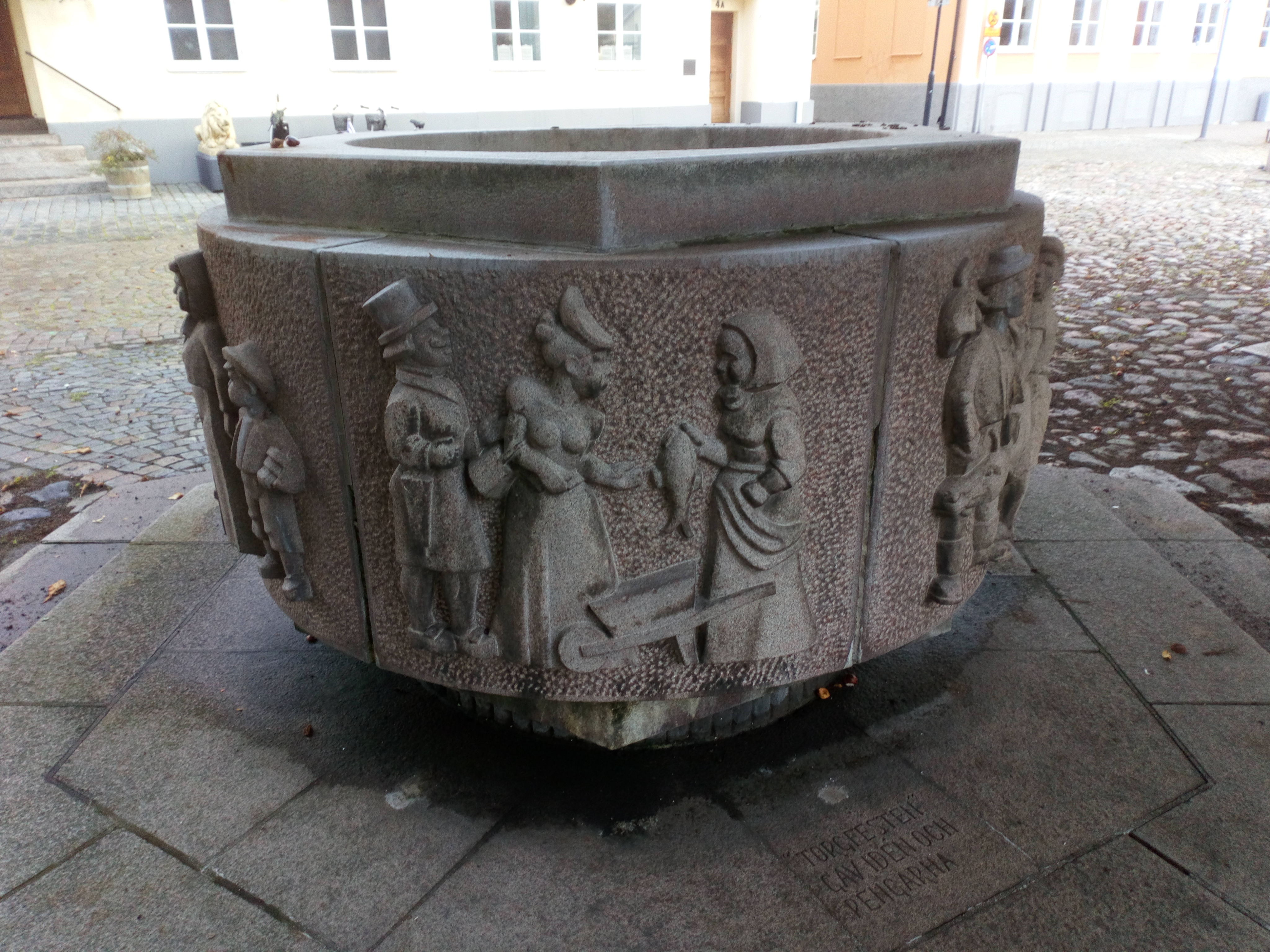
Mikaelibrunnen i Trelleborg
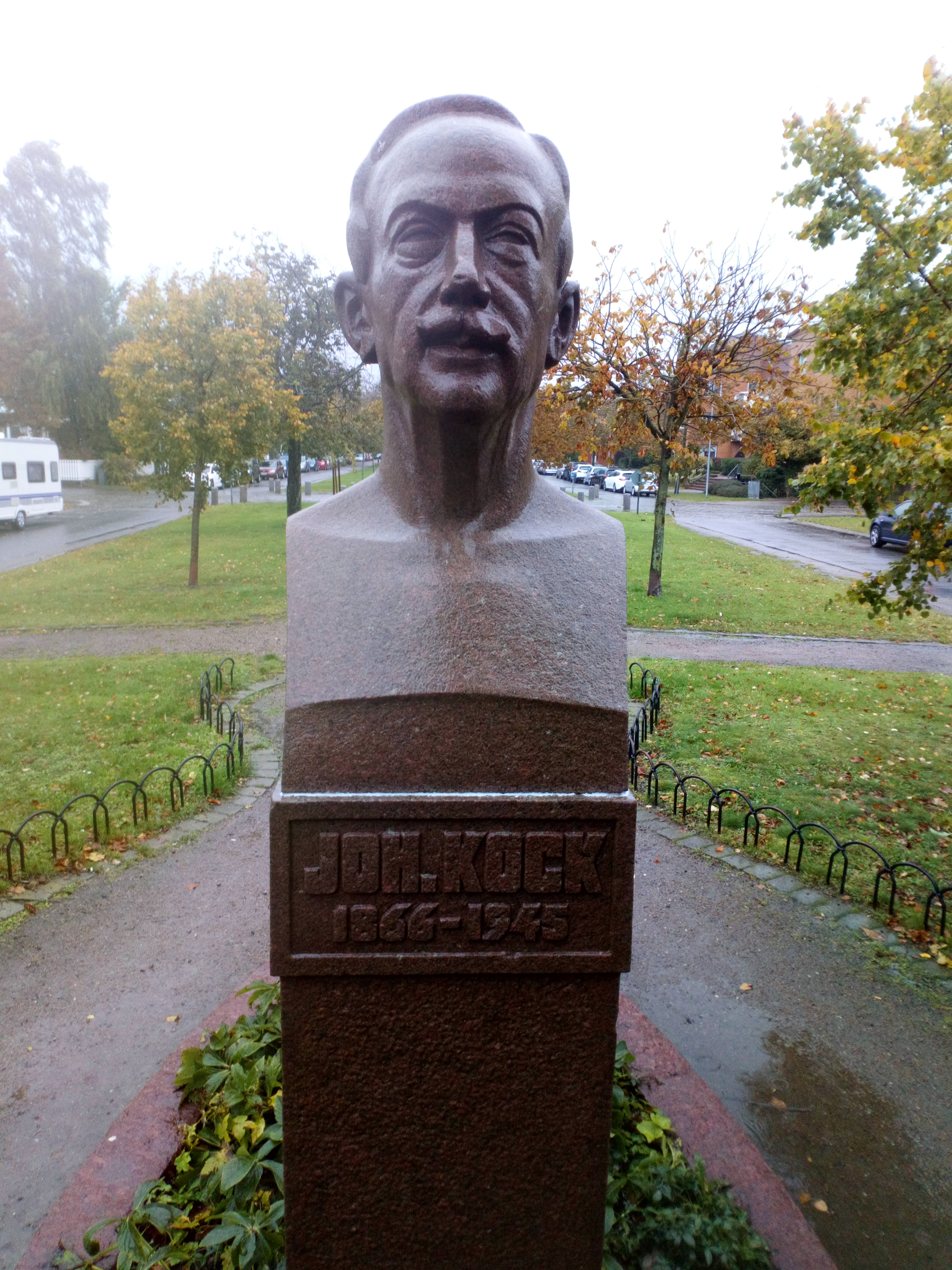
Johan Kock i Trelleborg